# James Joseph Kingstone
James Joseph Kingstone, britanski general, * 1892, † 1892.